# Плотников, Алексей Ильич
Алексей Ильич Плотников (7 марта 1881 — 25 ноября 1945) — революционер-подпольщик, ссыльный политический каторжанин, активный участник установления Советской власти в Сибири, один из руководителей Минусинской коммуны.

## Биография

### Детство и юность
Родился 7 марта 1881 г. в с. Гореново Рославльского уезда Смоленской губернии в семье крестьянина. Окончил церковно-приходскую и двухклассную сельскую школы. Работал конторщиком на Мальцовских заводах города Рославля. В 1896 г. поступил в Рославльское техническое училище. Получив по его окончании диплом техника-строителя путей сообщения, устроился десятником службы путей Риго-Орловской железной дороги. В 1903 г. призван на военную службу, которую проходил в 5 сапёрном батальоне г. Киева.
В том же году (1903) в Киеве женился на Прасковье Даниловой.

### Революционная деятельность
Вступив в организацию РСДРП, работал под кличкой «Алексей» в кружке военных. Активно распространял листовки среди солдат и рабочих города. В 1904 г. бежал от жандармского преследования за границу, в Швейцарию. В Женеве, Цюрихе и Берне он нелегально работал в местных партийных организациях. Весной 1905 г. с большим грузом партийной литературы, полученной от Н. К. Крупской, с паспортом на имя Майбороды Плотников нелегально вернулся в Россию и устроился в Рижскую типографию РСДРП, в которой работал вместе с женой. Арестован в Риге и приговорён 7 сентября 1906 года Временным военным судом по 2 ч. 102 ст. УУ за принадлежность к военной организации РСДРП, работу в тайной типографии и участие в подготовке вооруженного восстания в Рижском и Усть-Двинском военных гарнизонах к 6 годам каторги с последующим поселением в Сибири. Донесения приставов и материалы переписки между жандармскими управлениями дают представление о масштабе революционной деятельности А. И. Плотникова. Вот что говорится об участии Алексея Ильича в подготовке восстания в Усть-Двинском и Рижском военных гарнизонах в донесении начальника Лифляндского губернского жандармского управления Лифляндскому губернатору (1906 г.) и в Деле судебного отдела Главного штаба № 158-3847 за 1906 г.: «В Риге арестован Плотников, принадлежащий к членам военной организации социал-демократической партии. У него при обыске были найдены документы, которые осветили события в Усть-Двинске. Один из документов подробно излагал план восстания гарнизона и захвата всей крепости. Началом восстания должна служить новая всеобщая политическая забастовка. По получении из Риги сведений о начавшемся здесь восстании и присоединении к нему Рижского гарнизона Усть-Лвинский гарнизон переходит на сторону народа и арестовывает офицеров. План ареста офицеров составлен в мельчайших деталях».
Наказание отбывал в Александровском Централе под Иркутском. В конце 1911 г. водворён на поселение в Григорьевскую волость Минусинского уезда Красноярской губернии. В 1911—1917 годах служил техником на строительстве Усинского тракта и вёл партийную работу среди политических ссыльных, строивших колёсную дорогу. Активно распространял газету «Правда» и другую партийную литературу, поступавшую на его имя. В начале июня 1914 года жандармская полиция С-Петербурга провела обыск в книжном складе «Правды». Кроме литературы, была изъяты адреса, по которым книжный склад рассылал партийную литературу. Среди адресов был адрес А. И. Плотникова. Начальник Петербургского охранного отделения полковник Попов направил секретное предписание начальнику Енисейского губернского жандармского управления о проведении обыска по месту жительства Плотникова. Обыск поручили провести ротмистру Смирнову, отвечавщему за Минусинский уезд. Ротмистр прибыл в Григорьевку 5 июля. Поскольку Плотникова на месте не оказалось, обыск произвели в присутствии урядника Кожевникова и понятых. Были изъяты и отправлены в С-Петербургское жандармское управление газеты «Трудовая правда», «Наша рабочая газета», «Путь Правды», «Северная рабочая газета», ежемесячные журналы «Наша заря», «Современный мир», «Заветы».
Плотников организовал для жителей Григорьевки и соседних деревень кружки пения и театрального искусства. "Первые же пьесы, поставленные кружковцами, принесли большой успех театру. Он стал очень популярен не только у жителей Григорьевки, но и других деревень, куда выезжали григорьевцы со своими постановками, " — пишет историк С. И. Беляевский.
В 1917 г. переехал с семьёй в Минусинск. Летом 1917 года избран гласным в Минусинскую городскую думу от партии РСДРП.

### Послереволюции

#### В Минусинской коммуне
В ноябре 1917 Алексей Плотников возглавил Минусинскую коммуну (был председателем Минусинского Совдепа, Минусинского Ревкома, затем — объединенного исполкома Совдепа).
С декабря 1917 по 24.06.1918 исполнял обязанности секретаря Минусинского Совета, секретаря Минусинского уездного Исполкома Совета, руководителя Минусинской организации большевиков, председателя Уездного партийного комитета большевиков, члена первого уездного комитета РСДРП(б), члена Исполкома и Военно-революционного штаба, редактора партийной газеты «Товарищ».

#### После восстания Чехословацкого корпуса
Весной — летом 1918 года в результате восстания Чехословацкого корпуса власть в Сибири стала постепенно переходить к антибольшевистским силам. Омск был занят 6 июня 1918 года, 17 июня — Ачинск, 18 — Красноярск, в ночь с 23 на 24 июня 1918 года — Минусинск.
24 июня 1918 г., когда белые овладели Минусинском, Плотников А. И. вместе с остальными партийными и советскими работниками был арестован и посажен сначала в Минусинскую, а затем Красноярскую тюрьмы. После полуторагодичного заключения, в начале декабря 1919 года в одном из «эшелонов смерти» отправлен на Дальний Восток на расправу к атаману Семёнову. На станции Забитуй 20 декабря черемховские шахтёры отбили эшелон и освободили смертников. После освобождения Плотников был избран черемховскими коммунистами в уездный партийный комитет — штаб партизанских отрядов Черемховского уезда.

#### После восстановления Советской власти в Сибири
В марте 1920 года Алексея Ильича назначают редактором газеты «Власть труда». В июле 1920 года он был направлен на работу техником в губернский комитет государственных сооружений. В 1921-23 годах Плотников — студент Иркутского ВУЗа, который не успевает закончить. Осенью 1923 года он переезжает в Москву, где поступает в МВТУ имени Баумана на инженерно-строительный факультет и заканчивает его в 1929 году по специальности «дорожная». После учёбы Плотников работал в Москве в системе Главдортранса и Союздорпроекта инженером-проектировщиком мостов. Умер в Москве 25 ноября 1945 года. Похоронен на Донском кладбище.
Плотников — персональный пенсионер республиканского значения. Член Всесоюзного общества политкаторжан и ссыльнопоселенцев (билет N158).

## Наследие
В Минусинском межрайонном музее им. Н. М. Мартьянова хранятся переданные в 1967 г. родственниками Алексея Ильича Плотникова следующие его вещи:
- ноты на 3 голоса, написанные рукой Плотникова (9 листов);
- шкатулка из дерева с резьбой, сделанная руками А. И. в ссылке 1907—1911 гг.;
- башлык, сапоги;
- фотографии народников (52 шт.), фото Усинской колесной дороги (4 шт.);
- книга Л. Мельшина (Якубович П. Ф.) «В мире отверженных: Записки бывшего каторжника» с дарственной надписью автора.

## Плотников глазами соратников и историков
Авторы книги «Минусинская коммуна»: «Обычно скромный и незаметный на вид, он в моменты подъёма обладал способностью с первых же слов приковывать к себе внимание слушателей. Отличительной чертой Плотникова было то, что он умел без крика и экзальтации подойти к противнику, разобрать по деталям все его аргументы и затем спокойно и уверенно разбить его окончательно и бесповоротно».
И. С. Бузулаев: «Бывший ссыльнозаключенный, отбывший каторгу, образованный марксист, обладавший организаторскими способностями, скромный. Он фактически был редактором партийной газеты „Товарищ“ и возглавлял всю политическую работу в Исполкоме Совета рабочих и крестьянских депутатов. Плотников всегда давал чёткие и ясные указания. Работать под его руководством легко. 26 ноября 1917 г. Плотников выступил на III Съезде рабочих и крестьян Края с докладом о текущем моменте и разгромил эсеров, пытавшихся сорвать съезд. Уездный исполком Совета начал работу на следующий день».
К. А. Липинская: «Среди большевиков Алексей Ильич выделялся знанием произведений Маркса. Был прекрасным пропагандистом и оратором. Свою любовь к изучению работ классиков марксизма сочетал с любовью к музыке и искусству — играл на скрипке, обучал молодежь пению, в том числе и революционных песен, театральному искусству».
Историк С. И. Беляевский: «А. И. Плотников … был закаленным революционным борцом. Свой опыт и знания А. И. Плотников немедленно применил на новом месте ссылки. Он и здесь нашёл применение своим недюжинным способностям организатора, пропагандиста, агитатора, общественника. В селе Григорьевке, где он отбывал в ту пору ссылку, А. И. Плотников создал первый самодеятельный деревенский театр. Он организовал кружок любителей театрального дела, вовлёк в него не только крестьянскую молодёжь, но и пожилых людей. Кружковцы сами под руководством Алексея Ильича готовили декорации, неутомимо разучивали роли. Некоторые из них были неграмотные и разучивали роли со слов чтеца. Первые же пьесы, поставленные кружковцами, принесли большой успех театру. Он стал очень популярен не только у жителей Григорьевки, но и других деревень, куда выезжали григорьевцы со своими постановками».